# Sapore di sole
Sapore di sole, nel 2013 noto come Ciao, come stai?, è stato un programma televisivo italiano, spin-off di Unomattina Estate, in onda nelle stagioni estive 2013 e 2014 su Rai 1 con la conduzione di Ingrid Muccitelli.

## Il programma

### Prima edizione (2013)
Il programma era dedicato al tema del benessere e della qualità della vita. Gli argomenti del programma saranno quelli del tempo libero, della salute e dell’impegno sociale ma sempre con un taglio al positivo.Tutti i giorni il programma si è occupato di “Tesori in soffitta”, dando ampio spazio al fenomeno dello scambio (e baratto) di beni e prodotti. Un servizio di consulenza forniva al pubblico informazioni utili sul valore di mercato di quei beni che verranno segnalati tramite fotografie, anche via internet, sul sito del programma. I cinque giorni di messa in onda sono stati caratterizzati da un tema prevalente diverso giorno per giorno: il rapporto con gli animali domestici ed esotici con il veterinario Federico Coccia, diete e problemi nutrizionali con il professor Giorgio Calabrese e con il dr. Ciro Vestita, le questioni scientifiche, in particolare quelle climatiche, con il dr. Valerio Rossi Albertini del Cnr. I cibi di stagione per poter scegliere al meglio cosa e quando comprare i prodotti di miglior qualità con lo chef Gianfranco Vissani. Tutte le puntate si sono concluse con una proposta gastronomica ‘responsabile’, con chef di varie regioni d’Italia (tra i quali Anna Dente, Paolo Tizzanini, Niko Romito, Graziano Cominelli, Rocco Iannone, Fabio Picchi, Pietro Zito e molti altri) che hanno proposto la cucina delle osterie della tradizione che hanno resa l’Italia famosa nel mondo.

### Seconda edizione (2014)
Il programma andava in onda tutti i giorni dal lunedì al venerdì per dalle 10:30 alle 11:30 del mattino. L'obiettivo principale era quello di raccontare l'estate degli italiani attraverso temi di varia natura: dall'attualità alla cucina, dal territorio allo spettacolo, passando per il gossip e per le storie della gente comune legate all'estate.
Gli spettatori potevano, inoltre, chiamare e prenotarsi ogni giorno al numero 894.003 per partecipare al gioco telefonico "I magnifici 7" che consisteva nel trovare tra i 7 oggetti quello vincitore ovvero quello in cui era nascosto il logo del programma, un piccolo sole. Chi trovava il simbolo fortunato vinceva un week-end per due persone in una località d'Italia.

## Edizioni
| Edizione | Inizio        | Fine             | Durata | Titolo           | Conduttrice       |
| -------- | ------------- | ---------------- | ------ | ---------------- | ----------------- |
| 1ª       | 3 giugno 2013 | 6 settembre 2013 | 65 min | Ciao, come stai? | Ingrid Muccitelli |
| 2ª       | 2 giugno 2014 | 5 settembre 2014 | 60 min | Sapore di Sole   | Ingrid Muccitelli |

## Audience
| Edizione | Rete televisiva | Anno | Programmazione | Programmazione | Programmazione | Programmazione | Programmazione | Programmazione | Programmazione | Telespettatori | Share  |
| Edizione | Rete televisiva | Anno | L              | M              | M              | G              | V              | S              | D              | Telespettatori | Share  |
| -------- | --------------- | ---- | -------------- | -------------- | -------------- | -------------- | -------------- | -------------- | -------------- | -------------- | ------ |
| 1ª       | Rai 1           | 2013 |                |                |                |                |                |                |                | 577.000        | 12,87% |
| 2ª       | Rai 1           | 2014 | 628.000        | 12,98%         |                |                |                |                |                |                |        |